# Temporada de furacões no oceano Atlântico de 2021
A temporada de furacões no Atlântico de 2021 foi a terceira temporada de furacões no Atlântico mais ativa já registada em termos de número de ciclones tropicais, embora muitos deles tenham sido fracos e de curta duração. Com a formação de 21 tempestades nomeadas, tornou-se a segunda temporada consecutiva e a terceira no geral em que a lista designada de 21 nomes de tempestades se esgotou. Sete dessas tempestades transformaram-se em furacões, quatro dos quais atingiram intensidade de furacão maior, que estava ligeiramente acima da média. A temporada começou oficialmente em 1 de junho e terminou em 30 de novembro. Estas datas descrevem historicamente o período de cada ano em que a maioria dos ciclones tropicais do Atlântico se forma. Contudo, a ciclogénese subtropical ou tropical é possível em qualquer altura do ano, como demonstrado pelo desenvolvimento da tempestade tropical Ana em 22 de maio, tornando este o sétimo ano consecutivo em que uma tempestade se desenvolveu fora da temporada oficial.
Três tempestades nomeadas formaram-se em junho, empatando o recorde de maior desenvolvimento naquele mês. Entre eles estava a tempestade tropical Claudette, que trouxe inundações para partes do Extremo Sul. Depois em 1 de julho, o Furacão Elsa desenvolveu-se e tornou-se a quinta tempestade nomeada com a formação mais temporã já registada, superando a tempestade tropical Edouard em 2020. A tempestade mais tarde causou impactos significativos desde Barbados até grande parte da Costa Leste dos Estados Unidos, com cerca de US$ 1,2 bilhões em danos nesta última região. Em agosto, a tempestade tropical Fred inundou partes do Caribe e sudeste dos Estados Unidos, resultando em cerca de US$ 1,3 bilhões em danos. O furacão Grace intensificou-se para um furacão maior de categoria 3 antes de atingir o estado mexicano de Veracruz, causando 17 mortes e cerca de US$ 513 milhões em danos nas Grandes Antilhas e no México. Em 22 de agosto, Henri atingiu Rhode Island e trouxe inundações e ventos fortes para o nordeste dos Estados Unidos, com danos estimados em US$ 700 milhões.
O furacão Ida tornou-se o ciclone tropical mais mortal e destrutivo da temporada, depois de no final de agosto atingir o sudeste da Luisiana na categoria 4, 16 anos depois que o furacão Katrina dizimou a mesma região. Depois de devastar a Luisiana e avançar para o interior, Ida causou inundações catastróficas e gerou vários tornados destrutivos em todo o nordeste dos Estados Unidos. As estimativas de danos da tempestade ultrapassaram US$ 75 bilhões, contribuindo para mais de 93% do dano total causado na temporada de 2021. Além disso, Ida matou 107 pessoas, direta ou indiretamente, em todas as regiões impactadas. Em setembro, o furacão Larry atingiu o pico como um furacão poderoso de categoria 3 sobre o Atlântico aberto antes de atingir a província canadense de Terra Nova e Labrador como furacão de categoria 1. No final do mês, o furacão Nicholas moveu-se de modo errático tanto dentro como fora da costa das costas do Texas e da Luisiana. Inundações de água doce, inundações costeiras e ventos gerados por Nicholas deixaram cerca de US$ 1 bilhão em danos. O furacão Sam tornou-se o sistema mais intenso da temporada, atingindo no final de setembro o pico como um forte furacão de categoria 4. Os ciclones tropicais durante esta temporada causaram coletivamente 194 mortes e quase US$ 81 bilhões em danos, tornando-a a quarta temporada mais cara já registada, atrás de 2022, 2005 e 2017.
Quase todas as agências de previsão previram atividade acima da média durante a temporada, devido às expectativas de temperaturas anormalmente quentes da superfície do mar, à improbabilidade de um El Niño e à possibilidade de uma La Niña. Embora estas condições previstas tenham ocorrido durante a temporada, as agências subestimaram ligeiramente o número de tempestades nomeadas, mas quase todas foram bastante precisas com o número de furacões e furacões maiores. Nesta temporada, o Centro Nacional de Furacões (NHC) começou a emitir previsões meteorológicas tropicais regulares em 15 de maio, duas semanas antes do que fazia no passado. A mudança foi implementada dado que os sistemas nomeados no Oceano Atlântico formaram-se antes do início da temporada oficial em cada um dos seis ciclos anteriores. Antes do início da temporada, a NOAA implantou cinco veleiros modificados da classe furacão em locais-chave ao redor da bacia e, em setembro, uma das embarcações estava em posição de obter vídeos e dados do interior do furacão Sam. Foi o primeiro navio de pesquisa a se aventurar no meio de um grande furacão.

## Previsões da temporada
Antes e durante a temporada de furacões, várias previsões da atividade dos furacões são publicadas pelos serviços meteorológicos nacionais, agências científicas e especialistas em furacões. Isso inclui meteorologistas da Administração Nacional Oceânica e Atmosférica dos Estados Unidos (NOAA) do Centro Nacional de Previsão de Furacões e Clima, Risco de Tempestade Tropical, Met Office do Reino Unido e Philip J. Klotzbach, William M. Gray e seus associados na Universidade Estadual do Colorado (CSU). As previsões incluem mudanças semanais e mensais em fatores significativos que ajudam a determinar o número de tempestades tropicais, furacões e furacões maiores em um determinado ano. De acordo com a NOAA e a CSU, a temporada média de furacões no Atlântico entre 1991 e 2020 continha cerca de 14 tempestades tropicais, sete furacões, três furacões maiores e um índice de energia ciclônica acumulada (ECA) de 72-111 unidades. Em termos gerais, ECA é uma medida do poder de uma tempestade tropical ou subtropical multiplicada pelo tempo de existência. É calculado apenas para alertas completos em sistemas tropicais e subtropicais específicos que atingem ou excedem velocidades de vento de 63 km/h (39 mph). A NOAA tipicamente categoriza uma temporada como acima da média, média ou abaixo da média com base no índice cumulativo ECA, mas o número de tempestades tropicais, furacões e furacões maiores dentro de uma temporada de furacões também são por vezes considerados.

### Previsão da pré-temporada
Em 9 de dezembro de 2020, o Tropical Storm Risk (TSR) divulgou uma previsão de intervalo estendido para a temporada de 2021, prevendo atividade acima do normal. Neste relatório, a organização previa 16 tempestades nomeadas, 7 furacões e 3 furacões maiores. Os principais fatores por trás de suas previsões devem-se ao desenvolvimento esperado de um La Niña fraco no terceiro trimestre de 2021, como o principal fator por trás de sua previsão. A CSU lançou as suas primeiras previsões em 8 de abril de 2021, e previa uma temporada acima da média com 17 tempestades nomeadas, oito furacões, quatro furacões maiores, e um índice ECA de 150 unidades, citando a improbabilidade de um El Niño e temperaturas muito mais quentes do que a média da superfície do mar no Atlântico subtropical. A TSR atualizou as suas previsões em 13 de abril, com 17 tempestades nomeadas, oito furacões e três furacões maiores, com um índice ECA de 134 unidades. No mesmo dia, A Universidade do Arizona (UA) emitiu a sua previsão sazonal de atividades de furacões acima da média, com 18 tempestades nomeadas, oito furacões, quatro furacões maiores, e um índice ECA de 137 unidades. A Universidade Estadual da Carolina do Norte (NCSU) fez a sua previsão para a temporada em 14 de abril, prevendo uma temporada acima da média com 15 a 18 tempestades nomeadas, sete a nove furacões, e dois a três furacões maiores. Em 13 de maio, a companhia meteorológica (TWC) atualizou as suas previsões para a temporada, prevendo uma temporada ativa, com 19 tempestades nomeadas, oito furacões e quatro furacões maiores. Em 20 de maio, o centro de previsão climática da NOAA emitiu as suas previsões para a temporada, prevendo uma chance de 60% de atividade acima da média e 30% de atividade abaixo da média, com 13-20 tempestades nomeadas, 6-10 furacões e 3-5 furacões maiores. No dia seguinte, Met Office (UKMO) no Reino Unido emitiu a sua própria previsão para a temporada de 2021, prevendo uma temporada média com 14 de tempestades nomeadas, sete furacões, e três furacões maiores, com 70% de chance de que cada uma dessas estatísticas cairá entre 9 e 19, 4 e 10, 1 e 5, respetivamente.

### Previsões intermédias da temporada
Em 16 de junho, a Universidade do Arizona (UA) atualizou as suas previsões para a temporada em curso, seis furacões, quatro furacões maiores, e 19 tempestades nomeadas, e o índice de ECA de 183 unidades. Em 6 de juilho, a TSR publicou a sua terceira previsão para a época, aumentando ligeiramente os números para 20 tempestades nomeadas, 9 furacões, e 4 furacões maiores. Esta previsão foi em grande parte baseada em um La Niña enfraquecido mas que se iria desenvolver no quarto trimestre do ano. Em 8 de julho a CSU atualizou a previsão, com 20 tempestades nomeadas, 9 furacões, 4 furacões maiores. Em 5 de agosto, a TSR publicou a sua previsão final da temporada, baixando os seus números para 18 tempestades nomeadas, 7 furacões e 3 furacões maiores.

## Resumo sazonal

### Antecedentes

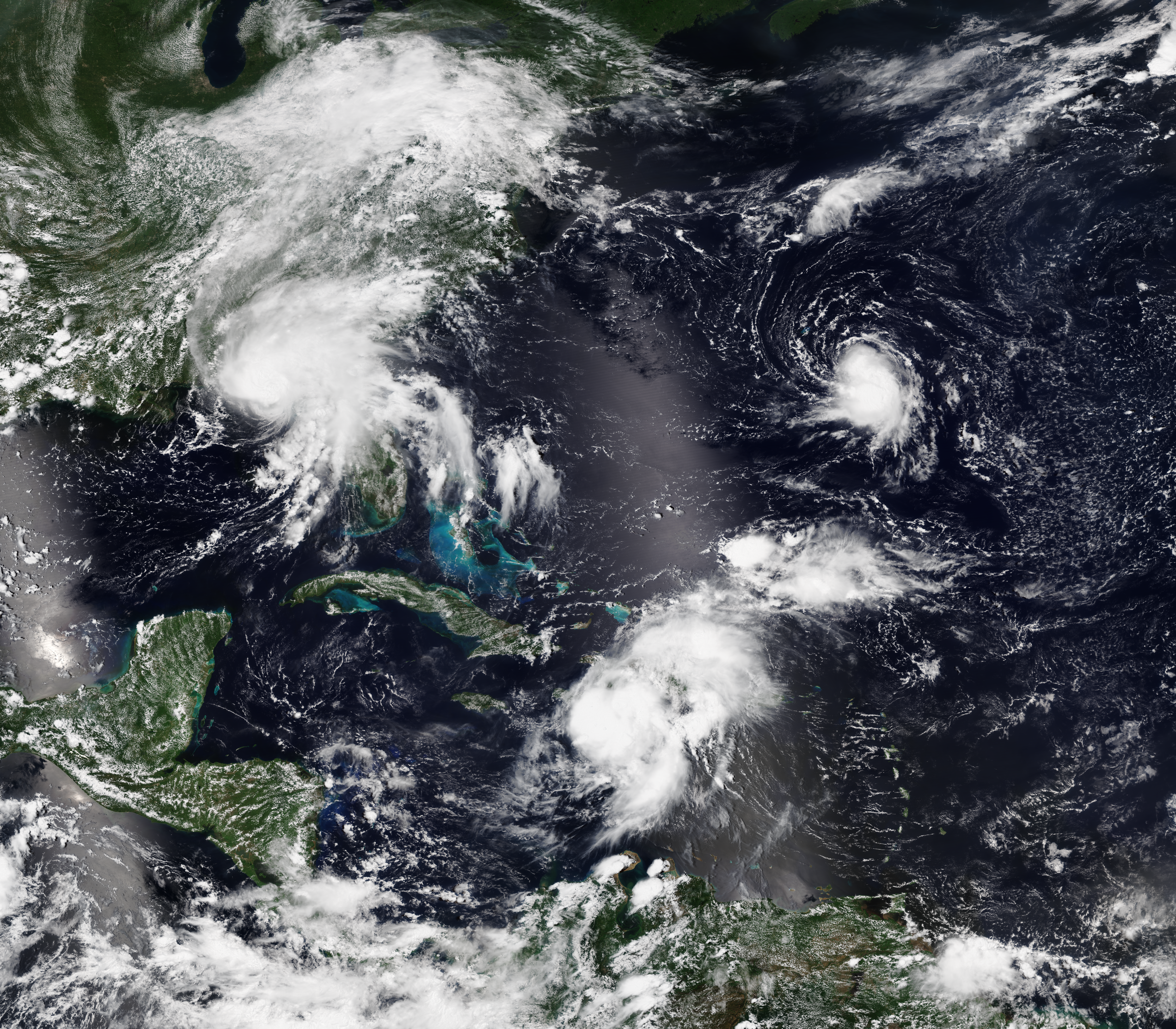
Três ciclones tropicais ativos simultaneamente no Atlântico Norte em 16 de agosto: Fred (esquerda), quase chegando ao Panhandle da Flórida; Grace (embaixo), ao sul de Hispaniola; e a depressão tropical que eventualmente se tornaria Henri (canto superior direito), perto das Bermudas

A temporada de furacões no Atlântico de 2021 começou oficialmente em 1 de junho e terminou a 30 de novembro. Formaram-se um total de 21 depressões tropicais, todas atingindo pelo menos intensidade tropical ou subtropical. A temporada é a terceira mais ativa de todos os tempos na bacia do Atlântico, atrás apenas de 2005 e 2020. Consequentemente, a temporada de furacões no Atlântico de 2021 foi a terceira já registada a esgotar a sua lista de nomenclatura. Nove dos sistemas duraram dois dias ou menos, empatando com a temporada de 2007 como o maior período desde que o NHC começou a rastrear os sistemas subtropicais em 1968. Embora a temporada tenha sido altamente ativa em termos do número de tempestades nomeadas, sete desses sistemas tropicais ou subtropicais intensificaram-se num furacão e quatro deles tornaram-se num furacão maior, o que está respectivamente próximo da média e apenas ligeiramente acima da média. No entanto, 2021 marcou a sexta temporada consecutiva acima da média no Atlântico. A contínua oscilação multidecadal quente do Atlântico, que começou em 1995, contribuiu para o elevado nível de atividade da temporada, uma vez que levou a temperaturas da superfície do mar acima da média na bacia do Atlântico. Outros fatores incluíram a presença de uma La Niña e precipitações anormalmente fortes das monções da África Ocidental.
Coletivamente, os sistemas tropicais e subtropicais da temporada de furacões no Atlântico de 2021 causaram 194 mortes e cerca de US$ 80,727 bilhões em danos, tornando-a a quarta temporada mais cara já registada. Oito tempestades nomeadas atingiram os Estados Unidos, que é a terceira maior de todos os tempos, atrás apenas da temporada anterior de 1916. Em conjunto com 2020, 19 sistemas de pelo menos intensidade de tempestade tropical atingiram o país durante as duas temporadas, superando o recorde de 15 durante as temporadas de 2004 e 2005 combinadas. Como resultado, algumas regiões foram significativamente impactadas durante o ano de 2020. A temporada foi mais uma vez duramente atingida em 2021, especialmente no leste da Luisiana e em partes do nordeste dos Estados Unidos. Rhode Island foi atingida por dois sistemas tropicais, Elsa e Henri, uma ocorrência incomum, especialmente considerando que o estado não registava nenhum landfall desde Bob em 1991. Quatro ciclones tropicais ou seus remanescentes – Elsa, Fred, Ida e Nicholas – cada um causaram pelo menos US$ 1 bilhão em danos nos Estados Unidos.
O índice ECA para a temporada de furacões no Atlântico de 2021, calculado pela Universidade Estadual de Colorado usando dados do NHC, foi de aproximadamente 146 unidades. Os totais representam a soma dos quadrados para cada intensidade de tempestade (sub)tropical superior a 63 km/h (39 mph), dividido por 10.000. Portanto, o valor do índice ECA não inclui as depressões tropicais. Cada temporada desde 2016 registou valores do índice ECA superiores a 129, que o pesquisador sénior Brian McNoldy, da Universidade de Miami, descreveu como "sem precedentes mesmo em quatro anos, quanto mais em seis!"
Ao longo da temporada, os caçadores de furacões da NOAA registaram 462,2 horas de voo, realizando 58 passagens na parede do olho e implantação de 1.310 dropsondas no processo. A NOAA também implantou 66 planadores subaquáticos, que fizeram 78.328 observações sobre salinidade e temperaturas oceânicas. Além disso, a NOAA utilizou cinco veleiros não tripulados para aumentar a documentação sobre as condições atmosféricas e oceânicas em toda a bacia do Atlântico. Um dos cinco veleiros tornou-se o primeiro navio de pesquisa a entrar em um grande furacão quando atingiu o furacão Sam em 30 de setembro. Ele registou ventos sustentados de 201 e ondas de até 15 m de altura enquanto também captura-va imagens de vídeo de dentro da tempestade.

### Atividade pré/início da temporada

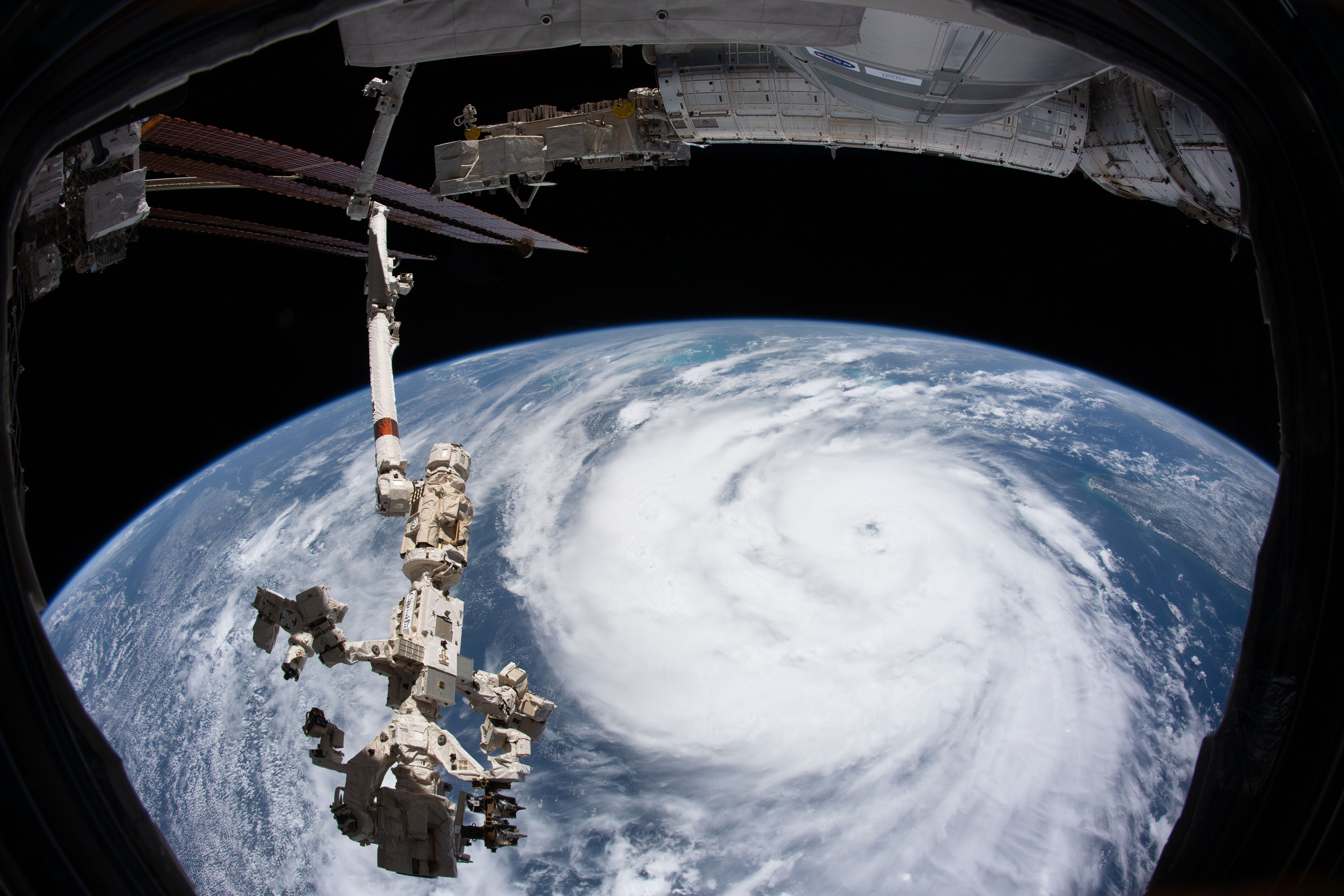
Furacão Ida em rápida intensificação, visto pela Estação Espacial Internacional em 28 de agosto

A tempestade tropical Ana formou-se em 22 de maio, tornando 2021 o sétimo ano consecutivo em que um ciclone tropical ou subtropical se formou antes do início oficial da temporada. Ana se formou em um local onde nenhuma tempestade tropical no mês de maio foi documentada desde antes de 1950. Em meados de junho, uma baixa não tropical em rápido desenvolvimento na costa da Carolina do Norte tornou-se a tempestade tropical Bill. O sistema durou apenas dois dias antes de se tornar extratropical. Mais tarde naquele mês, a tempestade tropical Claudette formou-se perto da costa da Luisiana e a tempestade tropical Danny desenvolveu-se na costa da Carolina do Sul. No geral, houve três tempestades nomeadas durante o mês, empatando com 1886, 1909, 1936, 1959, 1966 e 1968, para a maioria das tempestades nomeadas em junho. Elsa formou-se em 30 de junho e se tornou uma tempestade tropical no dia seguinte, tornando-se a primeira tempestade com o quinto nome já registada, superando o recorde anterior em cinco dias, estabelecido pela tempestade tropical Edouard em 2020. Logo se tornou o primeiro furacão da temporada antes de impactar o Caribe e atingir Cuba. Mais tarde, Elsa trouxe impactos para o leste dos Estados Unidos, atingindo a Flórida em 7 de julho e Nova Iorque e Rhode Island em 9 de julho. Posteriormente, a atividade foi interrompida durante um mês devido às condições desfavoráveis em toda a bacia.
Em 11 de agosto, Fred formou-se no leste do Caribe, trazendo impactos para as Grandes e Pequenas Antilhas, e para o Sudeste dos Estados Unidos. Poucos dias depois, Grace formou-se e fortaleceu-se no segundo furacão e no primeiro furacão maior da temporada, e trouxe impactos às Grandes Antilhas e à Península de Iucatão, antes de atingir o estado mexicano de Veracruz. Um terceiro sistema tropical, Henri, desenvolveu-se em 16 de agosto, perto das Bermudas. Henri serpenteou por vários dias antes de se tornar o terceiro furacão da temporada em 21 de agosto e impactar a Nova Inglaterra, causando inundações recordes em alguns lugares. No final do mês, formou-se o furacão Ida, deixando grandes danos no oeste de Cuba antes de se intensificar rapidamente para um furacão de categoria 4 e atingir o sudeste da Luisiana com intensidade máxima, produzindo danos catastróficos generalizados. Seus remanescentes geraram depois um surto de tornados mortais e inundações generalizadas e recordes em todo o nordeste dos Estados Unidos. Duas outras tempestades tropicais, Julian e Kate, também existiram brevemente durante este período, mas permaneceram no mar. Larry formou-se no último dia de agosto e tornou-se um furacão maior no início de setembro. Tornou-se o primeiro furacão a atingir a Terra Nova desde Igor em 2010.
| Posição | Custo                  | Temporada |
| ------- | ---------------------- | --------- |
| 1       | ≥ $294,703 mil milhões | 2017      |
| 2       | ≥ $172,297 mil milhões | 2005      |
| 3       | ≥ $121,030 mil milhões | 2022      |
| 4       | ≥ $80,727 mil milhões  | 2021      |
| 5       | ≥ $72,341 mil milhões  | 2012      |
| 6       | ≥ $61,148 mil milhões  | 2004      |
| 7       | ≥ $51,146 mil milhões  | 2020      |
| 8       | ≥ 50,126 mil milhões   | 2018      |
| 9       | ≥ $48,855 mil milhões  | 2008      |
| 10      | ≥ $27,302 mil milhões  | 1992      |

### Atividade de pico ao final da temporada
À medida que se aproximava o meio da temporada de furacões, Mindy formou-se em 8 de setembro e logo depois atingiu o Panhandle da Flórida. Foi seguido por Nicholas, que se desenvolveu em 12 de setembro e atingiu a costa central do Texas dois dias depois como um furacão. Três tempestades tropicais - Odette, Peter e Rose - formaram-se então em rápida sucessão e foram desviadas de qualquer interação com a terra pelos ventos predominantes. O ritmo acelerado de formação de tempestades continuou até o final de setembro. Sam, um furacão maior de longa duração, desenvolveu-se de 23 a 24 de setembro no Atlântico tropical central e começou a intensificar-se rapidamente de uma depressão tropical para um furacão em 24 horas. Sam atingiu o pico de força em 26 de setembro como um furacão categoria 4 maior. Continuou sendo um furacão maior (categoria 3 ou mais forte) por quase oito dias consecutivos, o trecho contínuo mais longo nessa intensidade para um furacão no Atlântico desde Ivan, em 2004. Enquanto isso, a tempestade subtropical Teresa formou-se ao norte das Bermudas em 24 de setembro. A tempestade Victor de existência breve desenvolveu-se no final do mês em uma latitude excepcionalmente baixa de 8,1°N, empatando com Kirk em 2018 e atrás apenas de um furacão sem nome de 1902 (7,7°N) para o local mais meridional em que um sistema Atlântico atingiu a intensidade de tempestade tropical.
No entanto, a ciclogênese tropical parou novamente durante grande parte do mês de outubro, principalmente devido à presença de ar mais seco. Pela primeira vez desde 2006 e apenas pela segunda vez durante a era hiperativa que começou em 1995, nenhuma tempestade nomeada se desenvolveu entre 6 de outubro e 30 de outubro. Finalmente, a tempestade subtropical Wanda formou-se no centro do Atlântico Norte em 30 de outubro e fez a transição para uma tempestade totalmente tropical em 1 de novembro. Este sistema foi a mesma tempestade que anteriormente trouxe chuva e rajadas de vento prejudiciais ao sul da Nova Inglaterra como um nor'easter potente. A Wanda permaneceu um ciclone tropical até à transição para uma baixa extratropical em 7 de novembro, que marcou a conclusão da atividade durante a temporada de furacões no Atlântico de 2021.

## Sistemas

### Tempestade tropical Ana
Um cavado de nível superior atravessou o Atlântico ocidental em 19 de maio, induzindo a formação de uma área de baixa pressão ao longo de uma frente estagnada no dia seguinte. Este sistema tornou-se co-localizado com uma baixa de nível superior, reduzindo o cisalhamento do vento e causando instabilidade atmosférica, o que permitiu o desenvolvimento de convecção apesar das temperaturas frias da superfície do mar. Depois que a perturbação perdeu as suas características frontais, tornou-se a tempestade subtropical Ana às 06:00 UTC em 22 de maio a cerca de 320 km a nordeste das Bermudas. Ana então fez um loop no sentido anti-horário devido às fracas correntes de direção. Depois que o campo de vento se tornou mais simétrico e a convecção se organizou ainda mais no início de 23 de maio, Ana fez a transição para uma tempestade tropical à medida que acelerava para nordeste em meio ao fluxo de nível médio sudoeste. Ana atingiu o pico com ventos máximos sustentados de 72 km/h antes de encontrar um cisalhamento crescente do vento e começar a perder convecção. Às 18:00 UTC em 23 de maio, o sistema fez a transição para um ciclone extratropical por volta de 974 km a nordeste das Bermudas. O ciclone extratropical fundiu-se com um cavado no início de 24 de maio e foi então absorvido por um sistema frontal mais tarde naquele dia.
Em 20 de maio, o Serviço Meteorológico das Bermudas emitiu um alerta de tempestade tropical para o precursor de Ana, antes de cancelá-lo dois dias depois. O precursor da tempestade produziu principalmente ventos fracos nas Bermudas, embora a estação Pearl Island tenha observado uma velocidade de vento sustentada de 71 km/h e uma rajada de 79 km/h.

### Tempestade tropical Bill
Em meados de junho, uma frente fria seguiu em direção ao sul através do Médio Atlântico dos Estados Unidos. A atividade de chuvas e trovoadas se uniu na costa da Carolina do Sul, levando depois à formação de uma área de baixa pressão. Esta baixa e a convecção associada tornaram-se mais bem definidas ao serem direcionadas para nordeste por um cavado de pequenas ondas e uma depressão tropical formada por volta de 201 km a leste-sudeste de Cabo Fear, Carolina do Norte, por volta das 06:00 UTC em 14 de junho. Embora cortado, o ciclone incipiente transformou-se na tempestade tropical Bill doze horas depois. As bandas externas tornaram-se mais bem definidas, especialmente nos quadrantes norte e oeste da tempestade, e Bill atingiu ventos máximos de 105 km/h no início de 15 de junho, paralelamente à costa nordeste dos Estados Unidos. Sua trajetória nordeste logo levou o sistema sobre águas mais frias e com maior cisalhamento do vento, resultando na transição de Bill para um ciclone extratropical aproximadamente 600 km leste-sudeste de Halifax, Nova Escócia, por volta das 00:00 UTC em 16 de junho. A baixa se dissipou seis horas depois, antes de progredir pelo sudeste da Terra Nova.

### Tempestade tropical Claudette
Em meados de junho, uma onda tropical atravessou o Caribe e eventualmente interagiu com a porção intensificada do vale das monções no Pacífico Leste. Isto resultou num grande giro ciclônico sobre a América Central, com perturbações distintas sobre o Pacífico Leste e na Baía de Campeche. Este último sistema moveu-se para norte, embora tenha lutado contra o cisalhamento do vento, resultando num centro amplo com múltiplos redemoinhos e ventos em grande parte confinados numa faixa de chuva a leste. Por volta das 00:00 UTC em 19 de junho, o sistema se organizou na tempestade tropical Claudette e imediatamente deslocou-se para terra por volta de 48 km sul-sudoeste de Houma, Luisiana, com ventos de pico de 72 km/h. O ciclone enfraqueceu para uma depressão à medida que se movia para nordeste sobre o Alabama, mas recuperou a intensidade da tempestade tropical ao cruzar a Carolina do Norte e atingiu um pico secundário de intensidade próximo à costa. Em 22 de junho, Claudette acelerava para nordeste e passava por uma transição extratropical, processo que naquele dia foi concluído por volta das 06h00 UTC. A baixa extratropical dissipou-se em 23 de junho ao sudeste da Nova Escócia.
O giro precursor da América Central, que também contribuiu para o desenvolvimento da tempestade tropical Dolores no Pacífico oriental, trouxe inundações a partes do México, especialmente em Oaxaca, Puebla e Veracruz. Pelo menos 400 casas em Veracruz sofreram danos devido a inundações ou deslizamentos de terra, enquanto duas pessoas morreram afogadas em Chiapas. Entre o extremo leste da Luisiana e o Panhandle da Flórida, Claudette produziu rajadas de vento com força de tempestade tropical, chuvas fortes e tempestades variando de 0.61 a 1,22 m de altura. A precipitação na Luisiana atingiu o pico em 280 mm perto de Slidell, causando algum grau de dano a 100 casas na cidade. Além disso, cerca de 100 casas no condado de Hancock, Mississippi, sofreram danos causados pela água devido a uma combinação de fortes chuvas e tempestades. Claudette também gerou pelo menos nove tornados, quatro no Mississippi, três no Alabama e um na Geórgia e um na Carolina do Norte. Um dos tornados no Alabama, classificado como EF2 de alta gama, permaneceu no solo por pouco mais de 35 km, causando grandes danos e ferindo 20 pessoas entre East Brewton e Castleberry. O sistema causou 14 mortes nos Estados Unidos, todas no Alabama, com 10 dessas mortes devido a um acidente multi-veículo perto de Montgomery. No geral, os danos causados por Claudette nos Estados Unidos foram estimados em US$ 375 milhões.

### Tempestade tropical Danny
Em 22 de junho, um vale de nível superior separado da corrente de jato de latitude média. O sistema fez a transição para uma baixa de nível superior sobre o Atlântico central subtropical durante os dias seguintes, enquanto caminhava para sudoeste. Águas mais quentes fizeram com que a atividade convectiva aumentasse em 24 de junho, enquanto uma crista de camada profunda moveu o sistema para oeste. Em 27 de junho, o cavado desenvolveu uma circulação fechada de baixo nível à medida que continuava a seguir na direção oeste-noroeste, e estima-se que a depressão tropical Quatro se formou por volta das 18:00 UTC daquele dia por volta de 740 km a leste-sudeste de Charleston, Carolina do Sul. Aproximadamente 12 horas depois, a depressão se transformou na tempestade tropical Danny. A tempestade intensificou-se um pouco mais algumas horas depois e atingiu o pico com ventos máximos sustentados de 74 km/h e uma pressão mínima de 1,009 mb. Às 23h20 UTC em 28 de junho, Danny atingiu a costa logo ao norte de Hilton Head, em na Ilha Pritchards, Carolina do Sul, com ventos sustentados de 65 km/h. O ciclone enfraqueceu rapidamente enquanto se movia para o interior, caindo para a intensidade da depressão tropical apenas 40 minutos depois. Danny se dissipou no leste da Geórgia no início de 29 de junho, depois de imagens de satélite terem revelado que a sua circulação de baixo nível já não estava bem definida.
Danny tornou-se a primeira tempestade a atingir a Carolina do Sul no mês de junho desde 1867. A tempestade produziu totais de chuva de até 76 mm em partes da Carolina do Sul em questão de horas após a sua chegada, causando pequenas inundações repentinas em áreas povoadas. Aproximadamente 1.200 quebras de energia ocorreram no sudeste da Carolina do Sul. Os relâmpagos danificaram algumas estruturas, enquanto as condições de vento causaram danos esporádicos às árvores. As correntes de retorno geradas pela tempestade resultaram em 10 resgates aquáticos na Carolina do Norte. Mais para o interior, Danny produziu fortes chuvas em partes da região metropolitana de Atlanta enquanto atravessava a Geórgia na direção oeste. No geral, a tempestade causou apenas cerca de US$ 5 mil em danos.

### Furacão Elsa
Em 27 de junho, uma onda tropical emergiu no Atlântico vinda da costa oeste da África. A onda inicialmente produziu convecção desorganizada enquanto seguia rapidamente para oeste, embora um aumento acentuado na convecção tenha ocorrido em 30 de junho. Mais tarde naquele dia, imagens de satélite e dados do dispersômetro indicaram que uma depressão tropical se formou às 18h UTC, cerca de 1.850 km leste-sudeste de Barbados. Seis horas depois, a depressão intensificou-se na tempestade tropical Elsa. A tempestade continuou para oeste devido a uma forte crista subtropical ao norte. Depois que as características das bandas se tornaram mais definidas e um pequeno núcleo interno se desenvolveu, Elsa intensificou-se em um furacão em 2 de julho. Passando perto de Santa Lúcia e São Vicente pouco depois, o ciclone atingiu o Caribe e atingiu seu pico de intensidade como furacão de categoria 1 com ventos de 137 km/h e uma pressão mínima de 991 mbar.
No entanto, o sistema enfraqueceu novamente para uma tempestade tropical em 3 de julho devido ao seu rápido movimento em frente de quase 48 km/h. O movimento de avanço de Elsa desacelerou significativamente no dia seguinte, quando o centro da tempestade se mudou para o leste, sob a região com a convecção mais forte, ao passar logo ao norte da Jamaica. Às 18h30 UTC em 5 de julho, Elsa atingiu a costa em Ciénaga de Zapata, na província de Matanzas, Cuba, com ventos de 105 km/h. A tempestade curvou-se para norte-noroeste e enfraqueceu ligeiramente antes de emergir no Golfo do México no início do dia seguinte. Depois disso, as condições favoráveis permitiram que Elsa recuperasse brevemente o status de furacão no início de 7 de julho, antes que o cisalhamento do vento e o arrasto de ar seco enfraquecessem o sistema de volta a uma tempestade tropical seis horas depois. Às 14h30 UTC, o ciclone atingiu Taylor County, Flórida, com ventos de 105 km/h. A tempestade enfraqueceu após atingir o continente, mas não caiu abaixo da intensidade mínima da tempestade tropical. Em vez disso, Elsa intensificou-se novamente devido ao forçamento baroclínico enquanto acelerava para nordeste. Elsa tornou-se um ciclone extratropical às 18:00 UTC em 9 de julho sobre o leste de Massachusetts, antes que os remanescentes se dissipassem sobre o Canadá Atlântico no dia seguinte.
Ao passar pelas Ilhas de Barlavento, Elsa produziu ventos sustentados com força de furacão em Barbados, a primeira tempestade a fazê-lo desde Janet em 1955. Os ventos derrubaram muitas árvores e deixaram toda a ilha sem eletricidade. A tempestade também danificou aproximadamente 1.300 casas, com 62 delas completamente destruídas. Além disso, São Vicente e Granadinas relataram danos a 43 casas e 3 delegacias de polícia, enquanto a nação insular sofreu perdas significativas nas colheitas de banana. Os ventos fortes em Santa Lúcia derrubaram diversas árvores e linhas de energia, deixando aproximadamente 90% dos consumidores de energia elétrica sem energia. Embora a Martinica tenha sofrido danos menores, uma morte ocorreu lá. Na República Dominicana, duas mortes ocorreram depois que ventos fortes causaram o colapso das paredes de uma estrutura. As fortes chuvas em partes de Cuba provocaram inundações que inundaram muitas ruas da província de Cienfuegos e isolaram três cidades. Elsa virou um barco contendo 22 pessoas no Estreito da Flórida, 9 dos quais nunca foram encontrados e presumivelmente afogados. Na Flórida, o ciclone inundou ruas e derrubou diversas árvores, especialmente em Key West e ao longo da costa oeste do estado. Uma morte ocorreu na Flórida. Mais para o interior, Elsa e seus remanescentes produziram 17 tornados fracos entre o norte da Flórida e o sul de Nova Jérsia. Alguns deles causaram danos significativos, incluindo um tornado EF1 em St. Marys, Geórgia, que também feriu 17 pessoas pessoas. Partes do Nordeste dos Estados Unidos relataram danos causados pelo vento e inundações, especialmente a área metropolitana de Nova Iorque. Os danos nos Estados Unidos totalizaram aproximadamente US$ 1,2 bilhões. Ventos e chuvas gerados por Elsa no Atlântico Canadá deixaram cerca de 50 mil famílias sem eletricidade, muitas delas em Nova Brunswick.

### Tempestade tropical Fred
Três ondas tropicais emergiram no Atlântico a partir da costa oeste da África no final de julho e início de agosto. As ondas consolidaram-se e organizaram-se lentamente enquanto se moviam geralmente na direção oeste-noroeste através do Atlântico. O sistema passou pelas Ilhas Barlavento sem um centro bem definido em 10 de agosto. Às 00:00 UTC do dia seguinte, no entanto, o sistema desenvolveu-se na tempestade tropical Fred sobre o nordeste do Caribe, logo ao sul de Porto Rico. Fred então atingiu a costa perto de San Cristóbal, República Dominicana, com ventos de 72 km/h às 17:00 UTC. A tempestade deteriorou-se para uma depressão tropical no início de 12 de agosto, horas antes de emergir no Atlântico na costa norte do Haiti. Fred brevemente se intensificou novamente em uma tempestade tropical em 13 de agosto, mas o forte cisalhamento do vento enfraqueceu-o de volta a uma depressão tropical antes de atingir Cayo Romano, Cuba, às 12h UTC. A interação com a terra fez com que o sistema se degradasse e se transformasse em um vale aberto no início de 14 de agosto, mas a tempestade começou a se reorganizar depois de emergir no Golfo do México várias horas depois. Fred se transformou novamente em uma tempestade tropical no leste do Golfo do México por volta das 12h UTC no dia seguinte, enquanto se dirigia geralmente para o norte. Às 18:00 UTC em 16 de agosto, Fred atingiu o pico com ventos de 105 km/h e uma pressão mínima de 993 mbar, pouco mais de uma hora antes de atingir a costa perto do Cabo San Blas, Flórida. Fred enfraqueceu para uma depressão tropical sobre o Alabama em 17 de agosto, antes de enfraquecer para uma baixa remanescente sobre o Tennessee às 00:00 UTC em 18 de agosto. A baixa remanescente tornou-se extratropical por volta de 24 horas depois sobre a Pensilvânia. Este sistema persistiu até se dissipar sobre Massachusetts em 20 de agosto.
Várias ilhas das Pequenas Antilhas relataram chuvas e ventos fortes. Condições semelhantes em Porto Rico resultaram em mais de 13 mil clientes a ficar sem eletricidade. Na República Dominicana, Fred deixou aproximadamente 500 mil pessoas sem eletricidade e 40 mil clientes sem energia. Inundações isoladas 47 comunidades e danificaram ou demoliram mais de 800 casas, incluindo cerca de 100 em Santo Domingo. A tempestade produziu fortes chuvas em partes de Cuba, incluindo um total máximo de 286 mm de precipitação em Hatibonico, na província de Guantánamo. Na Flórida, a tempestade causou pequenas inundações costeiras na região da Costa Esquecida. Cerca de 40 mil clientes perderam eletricidade em todo o norte da Flórida. No Condado de Bay uma pessoa morreu em um acidente de carro devido a aquaplanagem. Fred e seus remanescentes geraram mais tarde 31 tornados da Geórgia a Massachusetts. A tempestade também causou inundações à medida que avançava para o interior, especialmente sobre o oeste da Carolina do Norte. Pelo menos 784 empresas e residências e 23 pontes nos condados de Buncombe e Haywood foram danificadas ou destruídas. Só a cidade de Cruso relatou seis mortes e cerca de US$ 300 milhões em danos. Nos Estados Unidos, Fred deixou sete mortes e aproximadamente US$ 1,3 bilhões em danos.

### Furacão Grace
Em 9 de agosto, uma onda tropical entrou no Atlântico vinda da costa oeste da África. Embora as imagens de satélite tenham observado uma circulação de nível médio, os dados do dispersômetro indicaram que o sistema não tinha circulação superficial. Seguindo rapidamente para oeste, o sistema adquiriu organização convectiva suficiente e circulação superficial e, assim, tornou-se uma depressão tropical às 06:00 UTC em 13 de agosto, aproximadamente 1 633 km a leste das Ilhas Barlavento. Movendo-se para oeste devido a uma crista subtropical ao norte, a depressão fortaleceu-se na tempestade tropical Grace em 14 de agosto após um aumento significativo na convecção profunda. No entanto, o ar seco e o movimento rápido da tempestade fizeram com que Grace enfraquecesse e voltasse a uma depressão tropical no início do dia seguinte, ao se aproximar das Ilhas Barlavento. Grace logo entrou no Caribe e inicialmente permaneceu fraco, mas o ciclone se intensificou novamente em uma tempestade tropical em 16 de agosto. Por volta das 16h30 UTC, o sistema atingiu a costa perto de Oviedo, República Dominicana, com ventos de 64 km/h, e posteriormente roçou a Península de Tiburon, no Haiti.
Depois disso, Grace intensificou-se ainda mais devido ao baixo cisalhamento do vento e às altas temperaturas da superfície do mar. Por volta das 14:00 UTC em 17 de agosto, o ciclone atingiu perto de Black Hill, Jamaica, com ventos de 97 km/h. Grace logo ressurgiu no Caribe e se intensificou em um furacão no dia seguinte. Às 09:45 UTC em 19 de agosto, a tempestade atingiu a costa perto de Tulum, Quintana Roo, com ventos de 137 km/h. Grace posteriormente enfraqueceu para uma tempestade tropical antes de emergir na Baía de Campeche várias horas depois. No entanto, o ciclone rapidamente se fortaleceu, recuperando o status de furacão às 12h UTC em 20 de agosto e se tornando um grande furacão por volta de 12 horas depois. Por volta das 00:00 UTC em 21 de agosto, Grace atingiu o pico como furacão categoria 3 com ventos máximos sustentados de 194 km/h e uma pressão central mínima de 967 mbar. O sistema atingiu a costa perto de Tecolutla, Veracruz, às 05h30 UTC. Em seguida, enfraqueceu rapidamente nas montanhas do centro do México e se dissipou por volta das 18h UTC. No entanto, os remanescentes de Grace seguiram pelo México e contribuíram para o desenvolvimento da tempestade tropical Marty no Pacífico Oriental.
Como Grace enfraqueceu para uma depressão tropical antes de chegar às Ilhas Barlavento, apenas ventos fracos e chuvas ocorreram lá. Na República Dominicana, as inundações danificaram cerca de 500 casas e deslocou mais de 2 400 pessoas. Grace também causou inundações no Haiti – especialmente no departamento Sud-Est – poucos dias depois de o país ter sofrido um terremoto devastador, que matou mais de 2 200 pessoas. Grace causou pelo menos quatro mortes no Haiti, embora o número de mortos possa ser maior devido ao curto período de tempo decorrido entre a tempestade e o terremoto. A Jamaica observou ventos sustentados com força de tempestade tropical, causando cerca de 100 mi clientes perdessem a energia elétrica e danificassem algumas estruturas. Além disso, até 357 mm de chuva caiu em Bois Content, inundando mais de 600 ha de culturas de banana e desmoronamento de uma ponte. Nas Ilhas Cayman, ventos sustentados com força de tempestade tropical e rajadas com força de furacão danificaram vários edifícios e residências e deixaram mais de 27 mil clientes elétricos sem energia apenas em Grande Caimão. A passagem de Grace pela Península de Iucatã causou quase 700 mil clientes a ficar sem eletricidade. Os ventos fortes também derrubaram muitas árvores e linhas de energia, causando pequenos danos a 20 escolas e algumas outras estruturas. A segunda chegada da tempestade no México deixou um impacto significativo em Hidalgo, Puebla e Veracruz, com 110 mil casas danificadas nos três estados combinados devido a inundações, deslizamentos de terra e ventos fortes. Puebla e Veracruz também sofreram grandes perdas de colheitas, com esta última reportando danos em cerca de 200 000 ha de banana, feijão, frutas cítricas e milho. Além disso, o furacão danificou aproximadamente 3 mil escolas em Veracruz. Treze mortes ocorreram no México. No geral, Grace foi responsável por 17 mortes e $ 513 milhões em danos.

### Furacão Henri
Entre 11 de agosto e 12 de agosto, uma perturbação de nível médio e sua convecção associada moveram-se para a costa do Médio Atlântico. O sistema gerou um vale de superfície fraco em 14 de agosto, que se tornou uma área superficial de baixa pressão no início do dia seguinte. Após a convecção profunda se organizar ainda mais, uma depressão tropical formou-se às 18:00 UTC em 15 de agosto cerca de 370 km norte-nordeste das Bermudas. Seguindo para o sul devido a uma área próxima de alta pressão de nível médio, a depressão intensificou-se na tempestade tropical Henri por volta de 24 horas mais tarde. Devido ao persistente cisalhamento do vento, o centro esteve consistentemente próximo da borda oeste de sua convecção. No final de 18 de agosto, no entanto, Henri intensificou-se para uma tempestade tropical de alto nível à medida que a convecção se organizou e envolveu o centro de circulação de nível médio. Durante os três dias seguintes, Henri permaneceu como uma forte tempestade tropical enquanto curvava para norte ao contornar a borda ocidental do Alto dos Açores. Às 12:00 UTC em 21 de agosto, Henri tornou-se um furacão à medida que o cisalhamento do vento relaxou, permitindo que os centros de circulação de nível baixo e médio se alinhassem. Henri enfraqueceu para uma tempestade tropical em 22 de agosto, pouco antes de fazer dois landfalls em Rhode Island, primeiro em Block Island e depois perto de Westerly com ventos de 105 km/h. Após o desembarque, Henri enfraqueceu rapidamente para uma depressão tropical ao fazer uma pequena volta. No final de 23 de agosto, Henri degenerou em uma baixa remanescente no sudeste de Nova Iorque. A baixa remanescente moveu-se para o leste e dissipou-se no Atlântico a leste da Nova Inglaterra no dia seguinte.
No Nordeste dos Estados Unidos, o sistema produziu marés que deixaram água até 0.61 a 1,22 m acima do solo na costa de Connecticut e no lado norte de Long Island, em Nova Iorque. Vários locais da região relataram ventos com força de tempestade tropical, com rajadas de até 110 km/h em Point Judith, Rhode Island. Consequentemente, os danos causados pelo vento limitaram-se principalmente às árvores arrancadas. Partes do nordeste dos Estados Unidos, especialmente Connecticut, Nova Jérsia e Nova Iorque, relataram fortes chuvas, incluindo um pico total de 251 mm de precipitação em Greenwood Lake, Nova Iorque. As inundações subsequentes em Nova Jérsia forçaram a evacuação de cerca de 200 pessoas em Helmetta e o resgate de quase 100 outras pessoas em Newark. Em Nova Iorque, fortes precipitações deixaram água na altura da cintura no Brooklyn. Henri também gerou três tornados em Massachusetts, embora cada um fosse pequeno, fraco e de curta duração, deixando danos mínimos. Mais de 140 mil famílias em Connecticut, Massachusetts, Nova Iorque e Rhode Island perderam a eletricidade como resultado de Henri. Ao todo, o sistema causou cerca de US$ 700 milhões em danos nos Estados Unidos.

### Furacão Ida
Múltiplos sistemas, incluindo uma onda tropical que se move para oeste e uma ampla área de baixa pressão, começaram a interagir nas Caraíbas perto das ilhas ABC em 24 de agosto. A convecção associada à perturbação aumentou e concentrou-se ainda mais nos dias seguintes, resultando na formação de uma depressão tropical por volta das 12h. UTC em 26 de agosto logo a sudoeste da Jamaica. Seis horas depois, a depressão intensificou-se na tempestade tropical Ida, com base em dados de voos de reconhecimento. Movendo-se para noroeste, Ida fortaleceu-se mais rapidamente depois de passar pelas Ilhas Cayman, atingindo o status de furacão no final de 27 de agosto. Às 18:00 UTC, o ciclone atingiu a Isla de la Juventud, Cuba, com ventos de 130 km/h e depois o continente às 23h25 UTC perto de Playa Dayaniguas, província de Pinar del Río. Depois de cruzar Cuba e entrar no Golfo do México, Ida entrou em uma região de ventos fracos e temperaturas da água superiores a 30 °C, resultando em rápida intensificação, com a tempestade fortalecendo-se para um furacão categoria dois no início de 29 de agosto e para um furacão de categoria 3 em seis horas enquanto o sistema eliminava um olho quente. Depois disso, Ida se tornou um furacão de categoria 4 às 12h UTC ao se aproximar da costa da Luisiana. Simultaneamente, o furacão atingiu o seu pico de intensidade com velocidades máximas de vento sustentadas de 240 km/h e uma pressão barométrica mínima de 929 mbar.
Às 16h55 UTC em 29 de agosto, Ida atingiu a costa perto de Port Fourchon, Luisiana, com ventos sustentados de 240 km/h e uma pressão central de 931 mbar, empatando o furacão Last Island de 1856 e o furacão Laura como o furacão mais forte já registrado na Luisiana, conforme medido pelo vento máximo sustentado, e atrás apenas do furacão Katrina, conforme medido pela pressão central na chegada ao continente. Depois disso, Ida enfraqueceu lentamente no início, permanecendo um grande furacão até o início do dia seguinte. À medida que a tempestade avançava para o interior, Ida começou a enfraquecer rapidamente, caindo abaixo da força do furacão por volta das 12h UTC em 30 de agosto enquanto virava para nordeste sobre o Mississippi, antes de enfraquecer para uma depressão às 00:00 UTC em 31 de agosto. Ida fez a transição para um ciclone extratropical sobre a Virgínia Ocidental em 1 de setembro. Depois disso, a baixa extratropical emergiu brevemente no Atlântico, continuou em direção ao nordeste no Atlântico Canadá e depois estagnou no Golfo de St. Lawrence antes de ser absorvida por outra baixa que se desenvolveu a leste em 4 de setembro.
À medida que a onda tropical precursora de Ida passou perto das Antilhas de Sotavento, no extremo oeste, começou a interagir com uma ampla área de baixa pressão localizada ao longo da costa norte da América do Sul, provocando inundações e deslizamentos de terra prejudiciais em toda a Venezuela, causando 20 mortes. Em Cuba, Ida destruiu várias casas na província de Pinar del Río, contribuindo para a estimativa de 250 milhões de dólares de danos. A tempestade causou danos significativos e generalizados em toda a costa sudeste da Luisiana; partes da área metropolitana de Nova Orleães ficaram sem energia por várias semanas. Milhares de estruturas sofreram danos, com quase todos os edifícios e casas nas paróquias de Lafourche e Jefferson sofrendo algum grau de impacto. Os danos só na Luisiana totalizaram cerca de US$ 55 bilhões. Danos significativos do vento estenderam-se para o norte até o sudoeste do Mississippi, enquanto aproximadamente metade do condado de Amite perdeu eletricidade. Ida também desencadeou um surto de tornado que começou com numerosos tornados fracos no Mississippi, Luisiana e Alabama. Os remanescentes de Ida posteriormente geraram vários tornados destrutivos no Nordeste dos Estados Unidos. Um tornado EF2 causou danos consideráveis em Annapolis, Maryland, enquanto um tornado EF2 de baixa intensidade causou danos significativos em Oxford, Pensilvânia. Outro tornado EF2 causou uma fatalidade no Município de Upper Dublin, Pensilvânia, e um tornado destrutivo EF3 danificou fortemente ou destruiu várias casas em Mullica Hill, Nova Jérsia. Além disso, graves inundações de água doce impactaram milhares de estruturas no Nordeste dos Estados Unidos, causando bilhões de dólares em danos em Nova Jérsia, Nova Iorque e Pensilvânia, incluindo o desligamento da maioria dos sistemas de transporte na cidade de Nova Iorque. Os ventos, chuvas, tempestades e tornados de Ida resultaram em pelo menos US$ 75 bilhões em danos e 87 mortes em todos os Estados Unidos. Das mortes nos Estados Unidos, 55 as mortes foram diretas e 32 foram indiretas, enquanto a maioria dessas mortes ocorreu em Luisiana, Nova Jérsia e Nova Iorque.

### Tempestade tropical Kate
Em 22 de agosto, uma onda tropical saiu da costa oeste da África e entrou no Atlântico. A onda, acompanhada por uma ampla área de baixa pressão, deslocou-se rapidamente para oeste e oeste-norte, passando bem a sul das ilhas de Cabo Verde. Depois de desacelerar e curvar-se para noroeste devido a uma fraqueza na crista subtropical, o sistema organizou-se numa depressão tropical às 06:00 UTC em 28 de agosto enquanto situado aproximadamente 1 296 km a leste das Ilhas Barlavento. A depressão moveu-se geralmente para norte e permaneceu fraca devido ao forte cisalhamento do vento gerado por um amplo vale de nível médio a superior. Uma explosão temporária na convecção permitiu que a depressão se intensificasse na tempestade tropical Kate no início de 30 de agosto e logo atingiu o pico com ventos de 72 km/h e uma pressão mínima de 1,004 mbar. No entanto, o forte cisalhamento do vento e o ar muito seco no nível médio fizeram com que Kate enfraquecesse para uma depressão tropical em 31 de agosto. Às 18:00 UTC em 1 de setembro, Kate degenerou em uma depressão por volta de 1,540 km a nordeste das Ilhas Barlavento. Os remanescentes continuaram na direção norte-noroeste até se dissiparem alguns dias depois.

### Tempestade tropical Julian
Uma onda tropical emergiu no Atlântico a partir da costa oeste da África em 20 de agosto. Depois que a onda se dividiu entre 23 de agosto e 24 de agosto, sua porção norte seguiu para noroeste em direção a uma cordilheira subtropical e mais tarde para norte em torno da periferia oeste da cordilheira. Condições favoráveis, como temperaturas quentes da superfície do mar e baixo cisalhamento do vento, permitiram que a perturbação adquirisse convecção profunda e uma circulação de baixo nível. Consequentemente, o sistema tornou-se uma depressão tropical às 18:00 UTC em 28 de agosto aproximadamente a 1 430 km a leste das Bermudas. Cedo no dia seguinte, a depressão atingiu velocidades de vento de uma tempestade tropical e foi batizada de Julian. Embora o cisalhamento do vento tenha deixado a convecção deslocada para nordeste do centro de Julian, os mares permaneceram quentes, permitindo alguma intensificação à medida que a tempestade se dirigia rapidamente para nordeste devido à aproximação de uma frente fria. No final de 29 de agosto, Julian atingiu o pico com ventos de 97 km/h e uma pressão mínima de 993 mbar. No entanto, a tempestade logo começou a interagir com a frente fria e fez a transição para um ciclone extratropical por volta das 12h UTC em 30 de agosto cerca de 1 392 km leste-sudeste de Cape Race, Terra Nova. Os remanescentes de Julian viraram para o norte em 31 de agosto e fundiu-se com um grande sistema extratropical no extremo norte do Atlântico mais tarde naquele dia.

### Furacão Larry
Em 30 de agosto, uma forte onda tropical e uma ampla área de baixa pressão emergiram na costa oeste da África. A convecção profunda rapidamente começou a aumentar em torno da porção oriental da circulação à medida que se movia sobre o extremo leste do Atlântico tropical. O sistema se organizou em uma depressão tropical às 18:00 UTC de 31 de agosto enquanto localizado a cerca de 520 km ao sul-sudeste das Ilhas de Cabo Verde. A depressão intensificou-se na tempestade tropical Larry seis horas depois. Localizado em condições atmosféricas e oceânicas favoráveis, o ciclone fortaleceu-se continuamente enquanto se movia geralmente para oeste, através do Atlântico, para sul de uma forte crista de nível médio. Um pequeno núcleo interno desenvolveu-se no final de 1 de setembro, e, às 06:00 UTC em 2 de setembro, uma característica ocular bem definida de nível baixo a médio tornou-se aparente, indicando que Larry havia atingido o status de furacão. A tempestade intensificou-se para a força de categoria 2 no final de 3 de setembro. Então, depois de lutar contra algum cisalhamento e uma intrusão de ar seco de nível médio durante um ciclo de substituição da parede do olho, Larry tornou-se um furacão maior de categoria 3 às 00:00 UTC em 4 de setembro Mantendo a categoria 3 por vários dias, Larry ganhou características anulares e completou dois ciclos de substituição da parede ocular.
Por volta das 12h UTC em 5 de setembro, o furacão atingiu seu pico de intensidade com ventos máximos sustentados de 201 km/h e uma pressão barométrica mínima de 953 mbar. No entanto, até 7 de setembro, a parede do olho tornou-se menos definida à medida que a convecção diminuiu. Cedo no dia seguinte, Larry enfraqueceu para uma categoria 2 quando começou a enfrentar temperaturas decrescentes na superfície do mar. Em 9 de setembro, o sistema enfraqueceu para um furacão categoria um enquanto localizado aproximadamente 459 km a sudeste das Bermudas. Às 03:30 UTC em 11 de setembro, Larry atingiu a Terra Nova, ao longo da Península de Burin. Ao cruzar o Mar de Labrador mais tarde naquele dia, a tempestade fez a transição para um ciclone pós-tropical, que foi posteriormente absorvido por um sistema extratropical maior no início de 12 de setembro, a meio caminho entre a Terra Nova e a Gronelândia.
As ondas fortes e as correntes de retorno geradas pelo grande campo de vento de Larry levaram a cinco afogamentos, um nas Ilhas Virgens dos EUA, Porto Rico, Carolina do Sul, Flórida e Virgínia. Na Terra Nova, os ventos fortes arrancaram muitas árvores, derrubaram linhas de energia e danificaram alguns telhados. Quase 61 mil os clientes perderam eletricidade, a maioria ao longo da Península de Avalon. Os danos avaliados na Gronelândia foram estimados em US$ 80 milhões. Os restos do ciclone produziram nevascas de até 1,2 m e ventos com força de furacão na Terra Nova.

### Tempestade tropical Mindy
Em 22 de agosto, uma onda tropical e a sua ampla área de baixa pressão associada saíram da costa oeste de África e emergiram no Atlântico. A onda moveu-se para oeste através do Atlântico durante quase uma semana, enquanto uma parte dela se separou e se tornou a tempestade tropical Kate em 28 de agosto. Depois disso, o sistema atravessou o Caribe e chegou à América Central em 2 de setembro. Parte da onda então se destacou novamente e contribuiu para o desenvolvimento do furacão Olaf no Pacífico oriental. O restante da onda moveu-se lentamente para noroeste e atingiu o Golfo do México em 5 de setembro. Uma explosão de convecção profunda no final de 8 de setembro resultou na formação da tempestade tropical Mindy sobre o nordeste do Golfo do México. O cisalhamento moderado do vento e as temperaturas quentes da água permitiram que Mindy atingisse o pico com ventos de 97 km/h e uma pressão mínima de 1,000 mbar antes de atingir a ilha de São Vincente, Flórida, às 01h15 UTC no dia seguinte. Seguindo para leste-nordeste, a tempestade enfraqueceu para uma depressão tropical sobre o sudeste da Geórgia por volta das 12h UTC e degenerou em uma baixa remanescente no final de 9 de setembro depois de emergir no Atlântico. A circulação remanescente fundiu-se com uma área da zona baroclínica em 11 de setembro.
O sistema que mais tarde se tornou Mindy produziu fortes chuvas no México a partir de 2 de setembro a 7 de setembro, especialmente em Hidalgo, Jalisco, estado do México, Cidade do México e Morelos. As inundações subsequentes danificaram aproximadamente 31 mil casas e causou pelo menos 23 mortes em todo o México. Em Hidalgo, os rios Rosas e Tula transbordaram. Um total de 17 fatalidades ocorreram em Atotonilco de Tula, onde mais de 1 mil pessoas evacuadas, incluindo 41 pessoas de um hospital inundado. Os danos no México totalizaram aproximadamente US$ 75 milhões. Na Flórida, Mindy gerou um tornado EF0, embora tenha causado apenas pequenos danos às árvores no condado de Wakulla. Os ventos gerados pela tempestade resultaram principalmente em cortes de energia, com cerca de 10 mil no Panhandle da Flórida e alguns milhares no sudeste da Geórgia, embora a queda de árvores tenha danificado duas casas e destruído uma casa móvel no Condado de Leon, Flórida. Além disso, árvores derrubadas bloquearam diversas estradas na área metropolitana de Tallahassee. Nos Estados Unidos, Mindy causou cerca de US$ 123 mil em danos.

### Furacão Nicholas
Uma onda tropical saiu da costa oeste da África e emergiu no Atlântico em 28 de agosto. Durante vários dias, a convecção permaneceu desorganizada enquanto o sistema se deslocava para oeste através do Atlântico e das Caraíbas. Embora a onda tenha atingido a América Central em 9 de setembro, um vale superficial permaneceu no oeste do Caribe. O vale atingiu o Golfo do México em 11 de setembro e rapidamente desenvolveu circulação e convecção adicional no dia seguinte. Com voos de aeronaves de reconhecimento observando ventos com força de tempestade tropical, o sistema tornou-se a tempestade tropical Nicholas por volta das 12h UTC em 12 de setembro sobre a Baía do Campeche. Apesar dos mares quentes e das condições atmosféricas instáveis, Nicholas só se fortaleceu gradualmente devido ao cisalhamento moderado do vento à medida que se dirigia para norte-noroeste em torno de uma crista subtropical. Em 13 de setembro, uma fraqueza na crista fez com que o ciclone fizesse uma curva norte-nordeste. Com base em uma estação meteorológica na Baía de Matagorda relatando ventos sustentados com força de furacão, Nicholas se intensificou para um furacão por volta das 00:00 UTC em 14 de setembro. Pouco depois, às 05h30 UTC, Nicholas atingiu a costa perto de Sargent Beach, Texas, com ventos máximos sustentados de 121 km/h. O sistema enfraqueceu rapidamente no interior para a força de uma tempestade tropical à medida que se movia na direção leste-nordeste em direção à Baía de Galveston. Por volta das 00:00 UTC em 15 de setembro, a tempestade enfraqueceu para uma depressão tropical, aproximadamente 18 horas antes de degenerar em uma baixa remanescente no sudoeste da Luisiana. A baixa remanescente serpenteou sobre a Luisiana e ressurgiu brevemente no Golfo do México antes de ser absorvida por um vale de latitude média em 20 de setembro.
Nicholas produziu rajadas de vento com força de tempestade tropical em partes do nordeste do México, incluindo uma rajada de 69 km/h  em Bagdá, Tamaulipas. No Texas, ventos fortes, tempestades e marés anormalmente altas impactaram a costa, especialmente nos condados de Brazoria e Matagorda. Lá, a tempestade derrubou muitas árvores, danificou ou destruiu muitos cais e telhados e causou forte erosão, enquanto a ação das ondas resultou na entrada de água em algumas casas. Os condados de Fort Bend, Galveston e Harris sofreram impactos semelhantes, mas em menor grau. Além disso, vários condados no sudeste do Texas relataram inundações localizadas e repentinas. Pelo menos 500 mil estruturas no Texas perderam eletricidade durante a tempestade. Nicholas e seus remanescentes também produziram fortes chuvas e inundações em todo o Extremo Sul, especialmente na Luisiana, onde até 439 mm de precipitação caiu na freguesia de Tangipahoa. Ocorreram numerosos fechamentos de estradas, muitos deles em partes do leste da Luisiana, enquanto a água entrava em algumas casas na paróquia de St. Além disso, quase 120 mil os clientes perderam eletricidade no estado. As inundações de água doce causaram duas mortes no Alabama. Fatalidades adicionais ocorreram na Flórida, quando correntes de retorno varreram duas pessoas em Panama City Beach. Nos Estados Unidos, Nicholas causou aproximadamente US$ 1 bilhão em danos.

### Tempestade tropical Odette
Em 11 de setembro, a NHC começou a rastrear uma área com condições climáticas perturbadas no sudeste das Bahamas. À medida que o sistema se movia de noroeste para norte-noroeste, uma área de baixa pressão formou-se bem a leste do nordeste da Flórida no início de 16 de setembro. Apesar da baixa ter uma circulação relativamente bem definida, a convecção estava desorganizada e deslocada do centro devido ao cisalhamento do vento. Às 18:00 UTC em 17 de setembro, o sistema organizou-se na tempestade tropical Odette por volta de 282 km a leste da fronteira entre os estados da Carolina do Norte e Virgínia. Na madrugada do dia seguinte, porém, o ciclone já começava a perder características tropicais devido ao ar mais frio e seco. Durante este processo, a sua convecção profunda foi consistentemente deslocada para leste de um centro mal definido devido ao forte cisalhamento do vento oeste. A circulação do sistema foi alongada de sudoeste para nordeste e continha vários redemoinhos de nuvens baixas. Odette completou uma transição extratropical às 12h UTC em 18 de setembro, cerca de 470 km leste-sudeste de Atlantic City, Nova Jérsia. Os remanescentes de Odette retiveram ventos fortes e continuaram a se mover para o Atlântico central, curvando-se para nordeste, antes de virar para sul, fazendo uma curva lenta no sentido anti-horário. Durante este tempo, o NHC monitorou os remanescentes de Odette em busca do potencial de se transformar em um ciclone subtropical ou tropical. No entanto, os remanescentes de Odette não conseguiram se organizar ainda mais e sucumbiram aos ventos fortes de níveis superiores. Posteriormente, uma crista fortalecida situada sobre o noroeste do Atlântico fez com que os remanescentes de Odette virassem para sul-sudeste e mais tarde para sul-sudoeste. A baixa extratropical degenerou em vale em 27 de setembro.

### Tempestade tropical Peter
Em 8 de setembro, o NHC começou a monitorizar uma onda tropical sobre a África Ocidental. A onda emergiu no Atlântico entre 13 de setembro e 14 de setembro, produzindo uma grande explosão de convecção, mas sem circulação fechada. Movendo-se para oeste, a convecção tornou-se mais concentrada nos dias seguintes e, no final de 18 de setembro, o sistema adquiriu circulação fechada de acordo com uma bóia da NOAA e imagens de satélite. Como resultado, uma depressão tropical se desenvolveu por volta das 00:00 UTC em 19 de setembro cerca de 974 km a leste das Ilhas Barlavento. Seis horas depois, a depressão intensificou-se na tempestade tropical Peter. O cisalhamento do vento relativamente fraco e o mar quente permitiram que Peter atingisse um pico de intensidade com ventos de 80 km/h e uma pressão mínima de 1,005 mbar no final de 19 de setembro. No entanto, à medida que a tempestade se aproximava do norte das Ilhas Barlavento, em 20 de setembro, encontrou quase 56 km/h de cisalhamento do vento sudoeste de uma baixa superior próxima. Como resultado, o centro de baixo nível de Peter foi deslocado para oeste de suas chuvas e tempestades. Mais tarde em 21 de setembro, o sistema enfraqueceu para uma depressão tropical e degenerou em um vale por volta de 370 km ao norte de Porto Rico por volta das 00:00 UTC em 23 de setembro. Embora o NHC monitorasse os remanescentes devido ao potencial de redesenvolvimento, o sistema se dissipou bem ao sul de Terra Nova em 29 de setembro.
O sistema trouxe fortes pancadas de chuva para o norte das Ilhas Barlavento, Ilhas Virgens e Porto Rico em 21 de setembro, conforme seguia para o norte. Em Porto Rico, as cidades de Lares e Morovis observaram até 96 mm de precipitação, embora partes do primeiro possam ter experimentado totais de precipitação de até 130 to 150 mm. Isto causou alguns deslizamentos de terra e pequenas inundações em algumas áreas, incluindo Carolina, Corozal, Utuado e Vega Baja. Os danos em Porto Rico totalizaram cerca de US$ 12 mil.

### Tempestade tropical Rose
O Centro Nacional de Furacões começou a monitorar uma onda tropical que se aproximava da costa atlântica da África em 14 de setembro. Depois de se mudar para o extremo leste do Atlântico tropical no início de 16 de setembro, a onda adquiriu um centro de baixa pressão, embora permanecesse desorganizada. Às 00:00 UTC em 19 de setembro, a perturbação adquiriu uma circulação bem definida e convecção profunda suficientemente organizada para ser designada como depressão tropical por volta de 604 km a sul-sudoeste das ilhas de Cabo Verde. Apesar do cisalhamento do vento e do ar seco impactarem os quadrantes orientais da depressão, imagens de satélite mostraram que a convecção profunda aumentou dentro do ciclone e que sua estrutura geral continuou a melhorar, com o sistema se tornando a tempestade tropical Rosa no final de 19 de setembro. Por volta das 00:00 UTC em 21 de setembro, Rose atingiu o pico com ventos de 97 km/h e uma pressão mínima de 1,004 mbar. No entanto, um aumento acentuado no cisalhamento do vento enfraqueceu o ciclone para uma tempestade tropical mínima várias horas depois e para uma depressão tropical no início do dia seguinte. Às 12h UTC em 22 de setembro, Rose degenerou em uma baixa remanescente enquanto estava situada a cerca de 1 580 km a oeste-noroeste das ilhas de Cabo Verde. A baixa moveu-se para noroeste até curvar-se para norte no dia seguinte. No início de 24 de setembro, a baixa tornou-se um vale aberto.

### Furacão Sam
Em 19 de setembro, uma onda tropical saiu da costa oeste da África e entrou no Atlântico. A onda consistiu numa actividade convectiva bastante concentrada à medida que se movia para oeste, em direcção ao sul das Ilhas de Cabo Verde, no dia seguinte. Às 18:00 UTC em 22 de setembro, a onda se organizou o suficiente para se tornar uma depressão tropical aproximadamente 1 060 km a oeste-sudoeste das ilhas mais meridionais de Cabo Verde. A depressão intensificou-se na tempestade tropical Sam por volta das 06:00 UTC em 23 de setembro. Depois disso, o cisalhamento do vento muito baixo e as águas quentes permitiram que Sam atingisse o status de furacão por volta de 24 horas depois, enquanto seguia na direção oeste para oeste-norte ao longo da periferia leste de um anticiclone médio-troposférico. A intensificação cessou brevemente, mas por volta das 12h UTC em 25 de setembro, Sam alcançou o status de furacão de categoria 3. Imagens de satélite mostraram um olho bem definido embutido em uma densa nebulosidade central em desenvolvimento e, após um aumento nas estimativas de intensidade de Dvorak, Sam tornou-se um furacão categoria quatro no final de 25 de setembro.
O NHC estimou que o ciclone atingiu o seu pico de intensidade por volta das 18h00 UTC em 26 de setembro, com a tempestade provavelmente atingindo ventos máximos sustentados de 250 km/h e uma pressão barométrica mínima de 927 mbar, tornando Sam um furacão de categoria maior quatro. No entanto, Sam enfraqueceu brevemente para um furacão de categoria 3 devido a um ciclo de substituição da parede do olho e um ligeiro aumento no cisalhamento do vento, antes de se fortalecer novamente para um furacão categoria quatro às 06:00 UTC em 28 de setembro. Movendo-se para noroeste sobre águas quentes perto de 29 °C, Sam atingiu seu pico secundário em 1 de outubro com ventos sustentados de 240 km/h. Depois que uma crista de nível médio a nordeste da tempestade se moveu para o leste, Sam acelerou para norte-nordeste e depois para norte, passando a leste das Bermudas em 2 de outubro. Por volta dessa época, o ciclone começou a enfraquecer gradualmente à medida que se aproximava das temperaturas mais frias da superfície do mar e caía abaixo da intensidade do grande furacão no dia seguinte. Consequentemente, o padrão de nuvens do furacão degradou-se em 4 de outubro e Sam enfraqueceu naquele dia para força de categoria 1 por volta das 18:00 UTC. No início de 5 de outubro, Sam fez a transição para um ciclone extratropical bem a leste da Terra Nova depois que sua atividade convectiva se tornou assimétrica e alongada. A baixa extratropical executou brevemente um ciclo ciclônico antes de continuar para nordeste. No início de 7 de outubro, uma baixa extratropical a sudoeste da Islândia absorveria os remanescentes de Sam.
O furacão trouxe ondas perigosas para as Pequenas Antilhas e para a Costa Leste dos Estados Unidos, embora tenha permanecido mais de 1 400 km offshore deste último. Apesar de passar bem a leste das Bermudas, Sam produziu ventos fortes na ilha, embora cada local de gravação estivesse elevado acima do solo. O Museu Nacional das Bermudas observou uma rajada de vento de 85 km/h, com o anemômetro 46 m acima do nível do mar.

### Tempestade subtropical Teresa
Uma frente fria fraca começou a avançar para o Atlântico ocidental em 19 de setembro. À medida que esta frente interagiu com uma baixa de nível superior movendo-se do oeste, gerou uma área de clima perturbado, com convecção crescente localizada perto de um centro de superfície em desenvolvimento. Essa perturbação, aninhada abaixo da baixa do nível superior, desenvolveu-se em uma depressão subtropical por volta das 06:00 UTC em 24 de setembro enquanto localizado a cerca de 282 km leste-sudeste das Bermudas. Nos próximos 12 horas, a depressão intensificou-se na tempestade subtropical Teresa e atingiu ventos máximos de 72 km/h. À medida que o ciclone se moveu para noroeste, mas depois desviou para nordeste, encontrou ar seco e cisalhamento do vento, causando seu enfraquecimento imediato. Teresa degenerou para um nível remanescente por volta das 18:00 UTC em 25 de setembro. A baixa enfraqueceu para um vale no dia seguinte, e esse vale foi absorvido por um sistema frontal em 27 de setembro.

### Tempestade tropical Victor
Uma vigorosa onda tropical saiu da África em 27 de setembro e rapidamente se organizou em uma depressão tropical por volta das 12h UTC em 29 de setembro. Naquela época, o sistema estava localizado a cerca de 861 km ao sul de Cabo Verde. O ciclone recém-formado moveu-se para oeste-noroeste no lado sul de uma cordilheira. Embora as temperaturas do oceano e os valores de cisalhamento do vento tenham sido favoráveis, a tempestade foi cercada por um pouco de ar seco que entrou intermitentemente em sua circulação. A depressão intensificou-se na tempestade tropical Victor às 18:00 UTC em 29 de setembro e atingiu ventos de pico de 105 km/h cerca de dois dias depois. Quando Victor virou para noroeste, encontrou um cisalhamento de vento muito mais forte, o que resultou em seu enfraquecimento. A sua convecção foi deslocada e a sua circulação de baixo nível alongou-se, o que levou à sua degeneração para um vale por volta das 12h00 UTC em 4 de outubro. Os remanescentes viraram para oeste e se dissiparam no Atlântico aberto no dia seguinte.

### Tempestade tropical Wanda
Em 24 de outubro, o NHC começou a monitorizar uma perturbação não tropical perto da costa leste dos Estados Unidos, prevendo que em breve se desenvolveria num forte sistema de baixa pressão, um nor'easter, à medida que se movia para norte, subindo a costa, e depois previa-se que desenvolveria características tropicais ou subtropicais, enquanto se afastava da costa. Depois entre 25 de outubro e 27 de outubro trouxe fortes chuvas, ventos prejudiciais e inundações costeiras para áreas no nordeste dos Estados Unidos, a tempestade adquiriu características subtropicais no início de 31 de outubro, embora localizado aproximadamente 958 km ao largo do Cabo Race, Terra Nova, e recebeu o nome de Wanda. Nesse dia, Wanda atingiu o pico com ventos de 97 km/h e uma pressão mínima de 983 mbar. Às 12h UTC em 1 de novembro, o sistema fez a transição para uma tempestade tropical. Depois de serpentear bem a oeste dos Açores durante vários dias, Wanda virou para sul em 5 de novembro devido a uma crista estreita e fortalecedora a noroeste, antes de acelerar para nordeste no final de 6 de novembro, ao interagir com uma depressão de nível médio sobre o Atlântico norte. Em 7 de novembro, Wanda perdeu sua convecção profunda e se tornou uma baixa pós-tropical às 12h UTC por volta de 690 km a oeste-noroeste das ilhas mais ocidentais dos Açores, várias horas antes de se fundirem com um sistema frontal.
O precursor de Wanda trouxe mais de US$ 200 milhões em danos em todo o nordeste dos Estados Unidos, e duas mortes relacionadas à tempestade foram relatadas. Ventos fortes causaram mais de 600 mil clientes a ficar sem eletricidade na Nova Inglaterra. Na costa de Massachusetts, que observou rajadas de vento com força de furacão, inúmeras árvores caíram, danificando casas e veículos e obstruindo muitas estradas. As inundações repentinas e localizadas também afetaram vários estados da região. Marés anormalmente altas danificaram barcos, exigiram resgates na água e causaram inundações costeiras, especialmente em Massachusetts e Nova Jérsia.

## Nomes das tempestades
A lista de nomes a seguir foi usada para tempestades nomeadas que se formaram no Atlântico Norte em 2021. Esta foi a mesma lista utilizada na temporada de 2015, com exceções de Elsa e Julian, que substituíram Erika e Joaquin, respectivamente. Ambos os novos nomes foram usados pela primeira vez neste ano, junto com Rose, Sam, Teresa, Victor e Wanda.
| - Ana - Bill - Claudette - Danny - Elsa - Fred - Grace | - Henri - Ida - Julian - Kate - Larry - Mindy - Nicholas | - Odette - Peter - Rose - Sam - Teresa - Victor - Wanda |

### Nomes retirados
Em 27 de abril de 2022, durante a 44.º Sessão de RA IV do Comitê de Furacões, a Agência Meteorológica Mundial reformou o nome Ida da sua lista de nomes em rotação devido ao danos catastróficos causados e jamais será utilizado novamente para um furacão no Atlântico. Ele vai ser substituído por Imani para a temporada de 2027.

## Efeitos sazonais
Esta é uma tabela de todas as tempestades que se formaram na temporada de furacões no Atlântico de 2021. Inclui sua duração, nomes, ocorrência (s) - indicados por nomes de locais em negrito - danos e totais de mortes. As mortes entre parênteses são adicionais e indiretas (um exemplo de morte indireta seria um acidente de trânsito), mas ainda estavam relacionadas a essa tempestade. Danos e mortes incluem totais enquanto a tempestade era extratropical, uma onda ou uma baixa, e todos os números de danos estão em 2021 USD.
| Escala de Furacões de Saffir-Simpson |    |    |   |   |   |   |   |
| DT                                   | TS | TT | 1 | 2 | 3 | 4 | 5 |

| Ana                   | 22–23 de maio               | Tempestade tropical    | 75 (45)   | 1004 | Bermudas | Nenhum          | Nenhum   |                |
| Bill                  | 14–15 de junho              | Tempestade tropical    | 100 (65)  | 992  | Costa Leste dos Estados Unidos, Províncias atlânticas do Canadá                                                                                           | Nenhum          | Nenhum   |                |
| Claudette             | 19–22 de junho              | Tempestade tropical    | 75 (45)   | 1003 | Southern Mexico, Southern United States, Canadá Atlântico                                                                                                 | $375 milhão     | 4 (10)   | [ 34 ]         |
| Danny                 | 27–29 de junho              | Tempestade tropical    | 75 (45)   | 1009 | Sudoeste dos Estados Unidos | $5,000          | Nenhum   | [ 35 ]         |
| Elsa                  | 30 de junho–9 de julho      | Furacão categoria 1    | 140 (85)  | 991  | Pequenas Antilhas, Venezuela, Grandes Antilhas, Atlântico Sul dos Estados Unidos, Noroeste dos Estados Unidos, Canadá Atlântico                           | $1 234 bilhão   | 13       | [ 100 ] [ 38 ] |
| Fred                  | 11–17 de agosto             | Tempestade tropical    | 100 (65)  | 991  | Lesser Antilles, Grandes Antilhas, Bahamas, Sudoeste dos Estados Unidos, Grandes Lagos da América do Norte, Noroeste dos Estados Unidos, Canadá Atlântico | $1,3 bilhão     | 6 (1)    | [ 40 ]         |
| Grace                 | 13–21 de agosto             | Furacão categoria 3    | 195 (120) | 967  | Lesser Antilles, Grandes Antilhas, Península de Iucatã, Central Mexico                                                                                    | $513 milhão     | 16 (1)   | [ 41 ]         |
| Henri                 | 15–23 de agosto             | Furacão categoria 1    | 120 (75)  | 986  | Bermuda, Northeastern United States, Leste do Canadá | $700 milhão     | 2        | [ 42 ]         |
| Ida                   | 26 de agosto–1 de setembro  | Furacão categoria 4    | 240 (150) | 929  | Venezuela, Colombia, Grandes Antilhas, Sul dos Estados Unidos, Nordeste dos Estados Unidos, Canadá Atlântico                                              | ≥ $75.25 bilhão | 55 (52)  | [ 43 ]         |
| Kate                  | 28 de agosto–1 de setembro  | Tempestade tropical    | 75 (45)   | 1004 | Nenhum | Nenhum          | Nenhum   |                |
| Julian                | 28–30 de agosto             | Tempestade tropical    | 95 (60)   | 993  | Nenhum | Nenhum          | Nenhum   |                |
| Larry                 | 31 de agosto–11 de setembro | Furacão categoria 3    | 205 (125) | 953  | Antilhas Menores, Bermuda, Costa Leste dos Estados Unidos, Nova Escócia, Terra Nova, Saint Pierre e Miquelon, Gronelândia                                 | $80 milhão      | 5        | [ 78 ] [ 46 ]  |
| Mindy                 | 8–9 de setembro             | Tempestade tropical    | 95 (60)   | 1000 | Colombia, América Central, Península de Yucatã, Flórida, Geórgia, Carolina do Sul                                                                         | $75.123 milhão  | 0 (23)   | [ 48 ]         |
| Nicholas              | 12–15 de setembro           | Furacão categoria 1    | 120 (75)  | 988  | México, Costa do Golfo dos Estados Unidos | $1 bilhão       | 2 (2)    | [ 49 ]         |
| Odette                | 17–18 de setembro           | Tempestade tropical    | 75 (45)   | 1005 | Costa Leste dos Estados Unidos, Canadá Atlântico | Nenhum          | Nenhum   |                |
| Peter                 | 19–22 de setembro           | Tempestade tropical    | 85 (50)   | 1005 | Hispaniola, Ilhas de Sotavento, Porto Rico | $12,000         | Nenhum   | [ 88 ]         |
| Rose                  | 19 de setembro–22           | Tempestade tropical    | 95 (60)   | 1004 | Nenhum | Nenhum          | Nenhum   |                |
| Sam                   | 22 de setembro–5 de outubro | Furacão categoria 4    | 250 (155) | 927  | Oeste da África, Ilhas Sotavento, Porto Rico, Bermuda, Islândia                                                                                           | Menor           | Nenhum   |                |
| Teresa                | 24–25 de setembro           | Tempestade subtropical | 75 (45)   | 1008 | Bermuda | Nenhum          | Nenhum   |                |
| Victor                | 29 de setembro–4 de outubro | Tempestade tropical    | 100 (65)  | 997  | Nenhum | Nenhum          | Nenhum   |                |
| Wanda                 | 30 de outubro–7 de dezembro | Tempestade tropical    | 95 (60)   | 983  | Costa Leste dos Estados Unidos, Canadá Atlântico | >$200 milhão    | 0 (2)    | [ 95 ] [ 96 ]  |
| Agregado da temporada |                             |                        |           |      | |                 |          |                |
| 21 sistemas           | 22 de maio – 7 de dezembro  |                        | 230 (155) | 927  | | >$80.727 bilhão | 103 (91) |                |